# Nicolas Bouchaud
Pour les articles homonymes, voir Bouchaud.
Nicolas Bouchaud est un acteur français de théâtre né le 6 novembre 1966 à Antony.

## Biographie

### Famille
Né en novembre 1966, Nicolas Bouchaud est le fils du metteur en scène Jean Bouchaud et de la comédienne Danièle Girard.

### Carrière
Il travaille d’abord sous les directions d’Étienne Pommeret et Philippe Honoré puis rencontre Didier-Georges Gabily qui l’engage, en 1992, pour les représentations du spectacle Des cercueils de zinc d’après l’œuvre de Svetlana Alexievitch.
Il est l'un des acteurs les plus marquants du festival d'Avignon de ces dix dernières années,. Il a jusqu'à présent toujours travaillé dans le théâtre public.
Il entame une collaboration avec Jean-François Sivadier en 1998, jouant dans Noli me tangere, La Folle journée ou le Mariage de Figaro de Beaumarchais, La Vie de Galilée de Bertolt Brecht, Italienne scène et orchestre, La Mort de Danton de Georg Büchner, Le Roi Lear de Shakespeare…
Il joue également pour Hubert Colas, Bernard Sobel, Christophe Perton, Sylvain Creuzevault ou Rodrigo Garcia.
Il joue et met en scène Partage de midi de Paul Claudel créé au festival d'Avignon 2008, avec Gaël Baron, Valérie Dréville, Jean-François Sivadier et Charlotte Clamens.
En 2011, il joue au festival d'Avignon, Mademoiselle Julie d'August Strindberg mis en scène par Frédéric Fisbach avec Juliette Binoche.
Il est artiste associé au Théâtre national de Strasbourg dirigé par Stanislas Nordey.

### Vie privée
Il partage sa vie avec la comédienne et metteure en scène Marie Vialle.

## Théâtre
- 1992 : L'Art de réussir de Nick Dear, mise en scène Étienne Pommeret
- 1993 : Enfonçures de Didier-Georges Gabily, mise en scène de l'auteur, Rencontres d'été de la chartreuse de Villeneuve-lès-Avignon
- 1993 : Des cercueils de zinc d'après Svetlana Alexievitch, mise en scène Didier-Georges Gabily, Rencontres d'été de la chartreuse de Villeneuve-lès-Avignon
- 1993 : Homme pour homme et L'Enfant d'éléphant de Bertolt Brecht, mises en scène Yann-Joël Collin
- 1995 : Gibiers du temps, triptyque de Didier-Georges Gabily, mise en scène de l'auteur, Comédie de Reims, Théâtre de Gennevilliers
- 1995 : Trois nô irlandais de William Butler Yeats, mise en scène Claudine Hunault, Odéon-Théâtre de l'Europe
- 1996 : Dom Juan/Chimères et autres bestioles de Molière et Didier-Georges Gabily, mise en scène Didier-Georges Gabily, Théâtre national de Bretagne
- 1997 : Dans la jungle des villes de Bertolt Brecht, mise en scène Hubert Colas, Théâtre Gérard-Philipe (Saint-Denis)
- 1998 : Henri IV de William Shakespeare, mise en scène Yann-Joël Collin, Le Maillon Strasbourg, Théâtre Gérard-Philipe, Festival d'Avignon, Opéra Comédie de Montpellier
- 2000 : La Folle journée, ou le Mariage de Figaro de Beaumarchais, mise en scène Jean-François Sivadier, Théâtre national de Bretagne, Théâtre de Nice, La Criée
- 2002 : L'Otage de Paul Claudel, mise en scène Bernard Sobel, Théâtre de Gennevilliers, Théâtre national de Strasbourg
- 2002 : La Vie de Galilée de Bertolt Brecht, mise en scène Jean-François Sivadier, Nouveau théâtre d'Angers, Festival d'Avignon
- 2003 : Roi Lear d'après William Shakespeare, mise en scène Rodrigo García, Comédie de Valence
- 2003 : Italienne, scène et orchestre de Jean-François Sivadier, mise en scène de l'auteur, Théâtre national de Bretagne, Théâtre Nanterre-Amandiers
- 2004 : Le Belvédère de Ödön von Horváth, mise en scène Christophe Perton, Comédie de Valence
- 2005 : La Mort de Danton de Georg Büchner, mise en scène Jean-François Sivadier, Théâtre national de Bretagne, Festival d'Avignon, Théâtre Nanterre-Amandiers, Théâtre national de Strasbourg, Théâtre des Treize Vents
- 2005 : Le Belvédère de Ödön von Horváth, mise en scène Christophe Perton, Théâtre de la Ville
- 2006 : Borges et Goya de Rodrigo García, mise en scène de l'auteur, Théâtre Les Ateliers Lyon
- 2007 : Le Roi Lear de William Shakespeare, mise en scène Jean-François Sivadier, Festival d'Avignon, Théâtre Nanterre-Amandiers, Théâtre national de Strasbourg, Théâtre national de Nice, Théâtre national de Toulouse Midi-Pyrénées, Maison de la Culture de Bourges, La Rose des vents, Théâtre national de Bretagne, TNBA (Bordeaux), tournée
- 2008 : Partage de midi de Paul Claudel, mise en scène collective Gaël Baron, Nicolas Bouchaud, Charlotte Clamens, Valérie Dréville, Jean-François Sivadier, Festival d'Avignon, Les Gémeaux
- 2009 : La Dame de chez Maxim de Georges Feydeau, mise en scène Jean-François Sivadier, Théâtre national de Bretagne, Théâtre national de Toulouse Midi-Pyrénées, Odéon-Théâtre de l'Europe, Les Gémeaux, Comédie de Reims, MC2 (maison de la culture de Grenoble), tournée
- 2010 : L'Indien (L'Autre Journal) de Michel Butel, Béatrice Leca, Francis Marmande et Gaëlle Obiégly, conception Nicolas Bouchaud, Michel Butel, Théâtre national de Toulouse Midi-Pyrénées, tournée
- 2010 : La Loi du marcheur d’après Serge Daney, Itinéraire d’un ciné-fils entretiens réalisés par Régis Debray, conception Nicolas Bouchaud, Théâtre national de Toulouse Midi-Pyrénées, théâtre du Rond-Point, tournée
  - 2011 : Reprise : La Criée (Marseille), TNBA, Comédie de Saint-Étienne, théâtre du Rond-Point, Comédie de Reims, Théâtre national de Bretagne, tournée
- 2011 : Noli me tangere de Jean-François Sivadier, mise en scène de l'auteur, Théâtre national de Bretagne, TNBA, MC2, La Criée, Théâtre national de Nice, Odéon-Théâtre de l'Europe-Ateliers Berthier, Théâtre national de Toulouse Midi-Pyrénées, tournée
- 2011 : Mademoiselle Julie d'August Strindberg, mise en scène Frédéric Fisbach, Festival d'Avignon, Odéon-Théâtre de l'Europe, tournée
- 2011 : Traversée, lectures à l'occasion des 40 ans de Théâtre Ouvert, France Culture Festival d'Avignon
- 2013 : Le Misanthrope de Molière, mise en scène Jean-François Sivadier, Théâtre national de Bretagne, Odéon-Théâtre de l'Europe
- 2013 : Projet Luciole de Nicolas Truong, mise en scène de l'auteur, Le Monfort, Festival d'Avignon, Théâtre national de Bretagne
- 2013 : Un métier idéal d'après A Fortunate Man: The Story of a Country Doctor de John Berger et Jean Mohr, conception Nicolas Bouchaud, mise en scène Eric Didry, théâtre du Rond-Point
- 2014 : Le Discours de Monsieur le député de Massimo Sgorbani, mise en scène Eric Didry, Théâtre Ouvert
- 2015 : Le Méridien de Paul Celan, conception Nicolas Bouchaud, mise en scène Eric Didry, Centre dramatique national de Montpellier
- 2016 : Dom Juan de Molière, mise en scène Jean-François Sivadier, Théâtre national de Bretagne
- 2016 : Interview de Nicolas Truong, Festival d'Avignon, tournée, théâtre du Rond-Point
- 2017 : Maîtres anciens de Thomas Bernhard, mise en scène Eric Didry, théâtre de la Bastille
- 2018 : Un ennemi du peuple d'Henrik Ibsen, mise en scène par Jean-François Sivadier, MC2
- 2018 : Les Démons de Fiodor Dostoïevski, mise en scène Sylvain Creuzevault, théâtre de l'Odéon
- 2020 : Le Grand Inquisiteur de Fiodor Dostoïevski, mise en scène Sylvain Creuzevault, théâtre de l'Odéon
- 2020 : Les Frères Karamazov de Fiodor Dostoïevski, mise en scène Sylvain Creuzevault, théâtre de l'Odéon
- 2021 : Un vivant qui passe d'après Claude Lanzmann, mise en scène Éric Didry, conception Nicolas Bouchaud, théâtre de la Bastille
- 2023 : Othello de William Shakespeare, mise en scène par Jean-François Sivadier, théâtre de l'Odéon
- 2025 : L'Amante anglaise de Marguerite Duras, mise en scène Émilie Charriot, théâtre de l'Odéon et tournée

## Filmographie

### Cinéma
- 2007 : Ne touchez pas la hache de Jacques Rivette : De Trailles
- 2009 : Faire avec de Philippe Lasry
- 2011 : Mon arbre de Bérénice André : Romain
- 2011 : Mademoiselle Julie de Nicolas Klotz et Frédéric Fisbach : Jean
- 2013 : La Belle Vie de Jean Denizot : Yves
- 2014 : Dans la cour de Pierre Salvadori : Mr Maillard
- 2014 : Les Nuits d'été de Mario Fanfani : Jean Marie / Flavia
- 2016 : Apnée de Jean-Christophe Meurisse : Le curé
- 2017 : Mes provinciales de Jean-Paul Civeyrac : Paul Rossi
- 2019 : Doubles vies d'Olivier Assayas : David

### Télévision
- 2007 : Paris, enquêtes criminelles (série télévisée) : Francis Béraud (saison 1, épisode 8 : Un rock immortel)
- 2010 : La Marquise des ombres de Édouard Niermans : Sainte-Croix
- 2021 : Paris Police 1900 (série télévisée) de Julien Despaux : Weidmann
- 2022 : Maîtres anciens, de Mathieu Amalric, adaptation de la pièce d'Éric Didry, elle-même adaptée du roman de Thomas Bernhard

## Publication
- Sauver le moment, 2021, Théâtre Actes Sud-Papiers

## Distinctions

### Récompenses
- Prix du Syndicat de la critique 2013 : meilleur comédien pour Le Misanthrope
- Prix du Syndicat de la critique 2021 : meilleur comédien pour Démons et Un ennemi du peuple

### Nomination
- Molières 2014 : Molière du comédien dans un spectacle de théâtre public pour Le Misanthrope

### Presse
- « Nicolas Bouchaud, la scène par la bande » sur liberation.fr.

### Radio
- Nicolas Bouchaud, la loi d'un marcheur, portrait radiophonique de l'artiste (2011).